# معبد بن قيس
معبد بن قيس بن صيفي بن صخر الخزرجي الأنصاري صحابي جليل من قبيلة الخزرج من الأنصار شهد مع النبي محمد ﷺ غزوة بدر وغزوة أحد.